# 舊瀆
舊瀆，現在又稱舊瀆村，一個自然村落。
以周姓、胡姓為主，位於太湖西濱，位於洋溪瀆北邊，屬於江蘇宜興市周鐵鎮。村内有旧渎桥，为平板桥，1964年重建，为渎区公路桥。